# بطاريق مدغشقر (فلم)
بطاريق مدغشقر (بالإنجليزية: Penguins of Madagascar) هو فيلم رسوم متحركة أُنتج من قبل دريم ووركس أنيميشن في 2014.

## القصة
يتبع الفيلم بطاريق سلسلة أفلام مدغشقر وهم يحاولون إيقاف خطة شريرة لتدمير سمعة البطاريق في العالم.

## طاقم التمثيل
- سكيبر: توم مكغراث
- كوالسكي: كريس ميلر
- ريكو: كونراد فيرنون
- برايفت: كريستوفر نايتس
- سري: بيندكت كامبرباتش
- ديف: جون مالكوفيتش
- شورت فيوز: كين جيونغ
- إيفا: أنيت ماهندرو
- العريف: بيتر ستورمار

## طاقم الإنتاج
- المخرجون: إيريك دارنيل، سايمون جاي سميث
- مؤلفو النص: مايكل كولتون، جون أباود, براندون سوير
- المنتجون: مارك سويفت, لارا بري, تريب هادسون
- مؤلفو القصة: مايكل كولتون, جون أباود, ألان جاي سكولكرافت, برينت سايمونز
- منتج الموسيقى: هانز زيمر
- مؤلف الموسيقى: لورن بالف

## وصلات خارجية
- مقالات تستعمل روابط فنية بلا صلة مع ويكي بيانات
- صفحة IMDb